# Maurice Paul Emmanuel Sarrail
Maurice Paul Emmanuel Sarrail (Carcassonne, 6 aprile 1856 – Parigi, 23 marzo 1929) è stato un generale francese della prima guerra mondiale, comandante della 3ª Armata e poi dell'Armée d'Orient. Dal 1924 al 1925 ricoprì la carica di Alto Commissario della Repubblica francese nel Levante, con giurisdizione su Siria e Libano.

## Biografia
Nacque a Carcassonne il 6 aprile 1856 ed entrò poi come allievo nell'Accademia Militare di Saint-Cyr nel 1875, scegliendo l'arma di fanteria. Ne uscì nel 1877, destinato a prestare servizio in Nord Africa, dove prese parte a numerose campagne di esplorazione in Algeria e nel sud della Tunisia. Tra il 1883 e il 1885 frequentò la Scuola Superiore di Guerra (École supérieure de guerre), intraprendendo poi carriera militare ordinaria nei reggimenti di fanteria, senza partecipare alle campagne coloniali come Gallieni, Joffre, Gouraud o Lyautey. Ottenne il brevetto della Scuola di guerra relativamente giovane, all'età di 29 anni, e apertamente repubblicano, cioè appartenente alla sinistra non socialista ed anticlericale, sposò una protestante. Non nascose la sua adesione alla massoneria. Le sue opinioni lo posero in una situazione minoritaria in seno all'esercito, ma in compenso lo favorirono agli occhi dei responsabili politici, ed egli non cesserà mai di approfittarne, tanto che il suo nome diventerà sinonimo di generale politico. Nel 1900 entra nel gabinetto del Ministro della guerra, il generale Louis André, che all'indomani dell'affare Dreyfus, intendeva "républicaniser" (repubblicanizzare) l'esercito promuovendo la carriera degli ufficiali vicini al potere. È l'affare delle "schede": gli ufficiali cattolici praticanti vennero schedati in base alle loro opinioni.
Tra il febbraio 1901 e il febbraio 1904 ricoprì l'incarico di comandante della Scuola di fanteria di Saint-Maixent, formando i futuri cadetti, e divenne ufficiale d'ordinanza del Ministro della guerra (1900–1907) sotto il governo di Pierre Waldeck-Rousseau, di Émile Combes, del secondo e terzo governo di Maurice Rouvier, di Ferdinand Sarrien ed infine del primo governo di Georges Clemenceau.
Divenuto comandante della guardia militare della Camera dei deputati, tale incarico gli permise di rinforzare i suoi legami con la classe politica e con la stampa. Il 7 marzo 1907 fu nominato direttore dell'Arma di Fanteria presso il Ministero della guerra, carica che mantenne fino al 27 marzo 1911. Promosso al grado di generale di divisione il 25 marzo 1908 non aveva mai comandato un reggimento, né partecipato alle operazioni o, come Foch, contribuito al pensiero militare.
La nomina a Capo di stato maggiore dell'Esercito del generale Joffre, nel 1911, che non passava certamente per un fiero reazionario, ma che si circondava "de ceux qu'il juge les meilleurs sans considération de prise de position partisane ou cultuelle" (“di quelli che giudica i migliori senza considerne la presa di posizione partigiana o culturale"), è un colpo duro per lui: "viene esiliato" in provincia per comandare delle divisioni di fanteria o dei corpi d'armata.
Il 27 marzo 1911 assume il comando della 12ª Divisione di fanteria, passando poi a quello della 4ª Divisione il 1º ottobre 1913.

### Lo scoppio della Prima Guerra Mondiale
Il 1º novembre dello stesso anno fu nominato comandante dell'VIII Corpo d'armata di stanza a Bourges, e poi, il 24 aprile 1914, del VI Corpo d'armata di stanza a Châlons-en-Champagne dove si trovava quando scoppiarono le ostilità con la Germania.
Il VI Corpo d'armata era inquadrato nella 3ª Armata del generale Pierre Xavier Emmanuel Ruffey, che si scontrò con l'avanzante esercito tedesco. Le armate germaniche erano penetrate in Lussemburgo e Lorena, sotto la guida del Duca di Württemberg e del Principe Ereditario di Prussia, dilagando poi in Francia. Le forze del generale Ruffey erano posizionate su una estesa linea che andava da Montmédy a Sedan e Rocroi. Verso la fine del mese di agosto in questa regione si svolse una grande battaglia, che ebbe come risultato che alcune fortezze obsolete sulla Mosa centrale, come Mezieres furono costrette per arrendersi ai tedeschi. Ruffey venne costretto a ritirarsi nella regione delle Argonne, mentre il nemico incendiava La Tour, Rossignol Longuyon ed altri centri urbani.
Il VI Corpo d'Armata si distinse particolarmente nella battaglia di Virton, del 22 agosto, e il 30 dello stesso mese, dopo la prima battaglia della Marna, il generale Ruffey fu sollevato dall'incarico dal generale Joffre che il 2 settembre gli affidò il comando della 3ª Armata. Al comando della grande unità si distinse durante la battaglia della Marna, quando la sua armata, posizionata tra la fortezza di Verdun e Sainte-Menehould, attaccò le forze tedesche in avanzata nel settore delle Argonne, fermandole temporaneamente. Prima che le truppe tedesche riprendessero l'offensiva ordinò una ritirata strategica e l sue truppe ripiegarono approssimativamente di 50 km, senza prendere contatto con il nemico, attestandosi sulla fortezza di Verdun. Qui si trincerarono e respinsero ogni assalto portato dall'armata del Kronprinz. Joffre gli ordinò di non ritirarsi per nessun motivo da Verdun perché se fosse stata conquistata, avrebbe messo in pericolo la vittoria della Marna. La fortezza divenne il perno sul quale girarono molte delle manovre difensive condotte da Joffre, e la sua tenace difesa contribuì notevolmente alla sconfitta tedesca sulla Marna dando un importante contributo alla vittoria che salvò Francia.

### La magnifica difesa di Verdun
La complessità del suo comando non diminuì affatto dopo la vittoria della Marna in quanto l'attacco tedesco contro Verdun riprese intensamente durante la Battaglia dell'Aisne. Il Kronprinz pensò davvero, una volta o due volte, di essere in vista del successo definitivo, specialmente quando fu catturata St. Mihiel. Ma i genieri della 3ª Armata costruirono una tale serie di formidabili ostacoli all'avanzata del nemico sulle colline che circondavano Verdun. Le forze tedesche furono efficacemente contrastate riportando perdite enormi quando fu fatto il secondo tentativo di sfondamento della linea difensiva francese nei primi mesi del 1916.
In quel difficile periodo del 1914 non solo rimodellò le fortificazioni di Verdun, ma anche l'intera teoria delle fortificazioni, sulla quale furono costruiti i forti, facendo questo alla luce di quello che era accaduto in Belgio. La difesa di Verdun fu continuata attraverso tutto l'inverno del 1914-15, e nel marzo del 1915 egli cercò, senza successo, di riprendere l'offensiva attraverso la Mosa, ma continuò a bloccare l'armata del Kronprinz fino all'estate del 1915.
Purtroppo il suo stile di comando "duro, rude, addirittura sprezzante" verso i suoi subordinati fu apertamente criticato mentre i risultati militari non erano all'altezza dei "sacrifici inutili". In sei mesi la 3ª Armata perse 80.000 dei suoi 200.000 effettivi "senza alcun significativo guadagno di terreno". Da sempre molto critico nei confronti del generale Joffre, fu infine rimosso dal suo incarico il 22 luglio 1915.

### L'affare Sarrail
Nelle prime dieci pagine del suo libro Mon commandement en Orient, 1916–1918, racconta come gli fu assegnato il comando del costituendo Corpo d'armata francese dell'Oriente. Il 23 luglio 1915 venne convocato dal Ministro della guerra Alexandre Millerand ma prima di recarsi da lui passò a salutare il Ministro dell'interno Louis Jean Malvy che lo informò che si pensava a lui per un comando in Oriente. Quando fu ricevuto da Millerand, il Presidente del Consiglio Viviani assistette all'incontro. Egli dichiarò: " L'entrevue fut pénible. Commandant d'armée, je refusais le commandement du corps d'armée qui m'était offert et j'exprimais simplement mon intention de me retirer à Montauban en attendant ma mise à la retraite d'office. M. Millerand (...) me laissa seul avec Viviani. Ce dernier essaya de pallier les procédés de son collaborateur". Poi, finalmente "le Garde des Sceaux, M. Briand, mis au courant de l'entrevue, trouva une formule pour concilier les désirs du gouvernement avec ma dignité personnelle".
Il 5 agosto 1915 assume il comando del Corpo d'armata francese in Oriente e il Ministro della guerra Millerand gli ordinò esplicitamente: "ne pas fréquenter les parlementaires" (di non frequentare mai dei parlamentari). Poco desideroso di ottenere questo comando egli sognava di sostituire Joffre alla testa dell'esercito. Nelle settimane seguenti si prodigò lungamente per raggiungere questo risultato.
Appoggiato dall'ala sinistra della maggioranza di governo (l'Union sacrée) al potere moltiplicò le sue visite, andò da Malvy, Guesde, Delcassé, tutti i ministri, Victor Bash, il presidente della Lega dei diritti dell'uomo, proponendo loro dapprima di assumere il comando dell'Armata della Lorena, e poi di sostituire Gallieni come governatore militare di Parigi. Vide Léon Blum (capo di gabinetto del Ministro dei Lavori pubblici), Clemenceau, e moltissimi altri parlamentari. Tutta la sua frenetica attività politica non gli recò alcun giovamento, ed egli fu costretto a partire per i Balcani.

### La campagna in Oriente
Il 5 ottobre 1915, in ossequio agli accordi presi con il governo greco presieduto dal primo ministro Eleutherios Venizelos, due divisioni britanniche e tre francesi, forti di 150.000 uomini, iniziarono a sbarcare a Salonicco. Suo malgrado il 6 ottobre 1915 lasciò Parigi ed il giorno 7 si imbarcò verso la Grecia. In quello stesso mese la Francia dichiarò guerra alla Bulgaria, che si era alleata agli Imperi centrali dichiarando la mobilitazione generale già il 21 settembre. In Grecia il re Costantino e la regina, parte del governo e quasi tutti gli ufficiali generali erano, ancorché neutrali, filotedeschi. L'esercito greco fu considerato un problema per la sicurezza del corpo di spedizione alleato, e i governi dell'Intesa ne chiesero il ritiro dalla Macedonia e la sua smobilitazione. Il 30 agosto unità greche fedeli a Venizelos si rivoltano contro il governo centrale di Atene. e dopo alcuni scontri egli dovette ordinare lo sgombero delle truppe rimaste fedeli al re.
Già alla fine del mese di ottobre, in condizioni difficili incominciò, assieme gli alleati britannici la costruzione del campo trincerato per la difesa di Salonicco e il 16 gennaio 1916 assunse ufficialmente il comando dell'Armée d'Orient diventando comandante in capo degli eserciti alleati in Oriente (C.A.).
L'ambiente diplomatico in quell'area era molto teso, con la Grecia che non voleva schierarsi apertamente con gli Alleati, ed il cui re Costantino provava a mantenere il paese neutrale. Inoltre bisognava accogliere e riarmare alla francese l'esercito serbo, ricostituito a Salonicco dopo la grande ritirata del 1915.
Il 4 marzo 1916 i tedeschi attaccarono in forze nel settore di Verdun, e Joffre lo incaricò di studiare un'offensiva nei Balcani atta a togliere pressione dal fronte occidentale. Il generale non riuscì a raccogliere sufficienti forze e dovette rinunciare all'offensiva.
Le forze alleate, che vedevano la presenza di truppe britanniche, francesi, italiane, russe, serbe e dei volontari greci sostenitori di Venizélos, lanciarono la prevista offensiva su Monastir nel mese di novembre. Essa permise alle truppe alleate di rimettere piede sul territorio dell'alleato serbo. Dopo aver giocato un ruolo determinante nella deposizione del re Costantino fu sostituito dal più diplomatico generale Adolphe Guillaumat il 22 dicembre dello stesso anno. Scrisse di lui lo storico Rémy Porte: "la nomination puis le maintien de Sarrail s'est révélée être un choix peu heureux, car rien dans le caractère et le style de commandement de l'intéressé, n'a pu constituer un facteur favorable". Non ottiene altri comandi, e fu messo in posizione di riserva il 6 aprile 1918.

### Alto Commissario in Levante
La sua carriera politico militare non terminò qui, si presentò invano alle elezioni legislative del 1919 sotto l'etichetta "repubblicano socialista", nel dipartimento della Senna, poi entrò nel direttivo della lega per i Diritti dell'Uomo.
Dopo la vittoria del cosiddetto Cartello delle sinistre nel 1924 fu richiamato in servizio attivo nel mese di agosto, sotto il governo Édouard Herriot. Il 29 novembre 1924 assunse l'incarico di Alto Commissario della Repubblica francese in Levante (Siria e Libano), sostituendo nel contempo il generale Maxime Weygand come Comandante in capo dell'Armée del Levant. Durante lo svolgimento di tale incarico si fece notare per la durissima repressione della rivolta dei Drusi. schiacciandola con metodi giudicati brutali, e fu sostituito come Alto Commissario da Henry de Jouvenel. Il passaggio delle consegne avvenne a Beirut, in Libano e successivamente egli rientrò in Francia nel 1925.
Si spense a Parigi il 23 marzo 1929, a seguito di un'infezione polmonare, e fu seppellito presso l'Hôtel des Invalides.

## Promozioni
- Sottotenente (1877)
- Tenente (1882)
- Capitano (1887)
- Colonnello (1905)
- Generale di brigata (25 marzo 1908)
- Generale di divisione (27 marzo 1911)
- Generale di divisione mantenuto in servizio senza limiti d'età (2 agosto 1924)
- Rango di comandante d'armata e appellativo di generale d'armata mantenuto in attività senza limiti d'età (29 novembre 1924)

## Galleria d'immagini

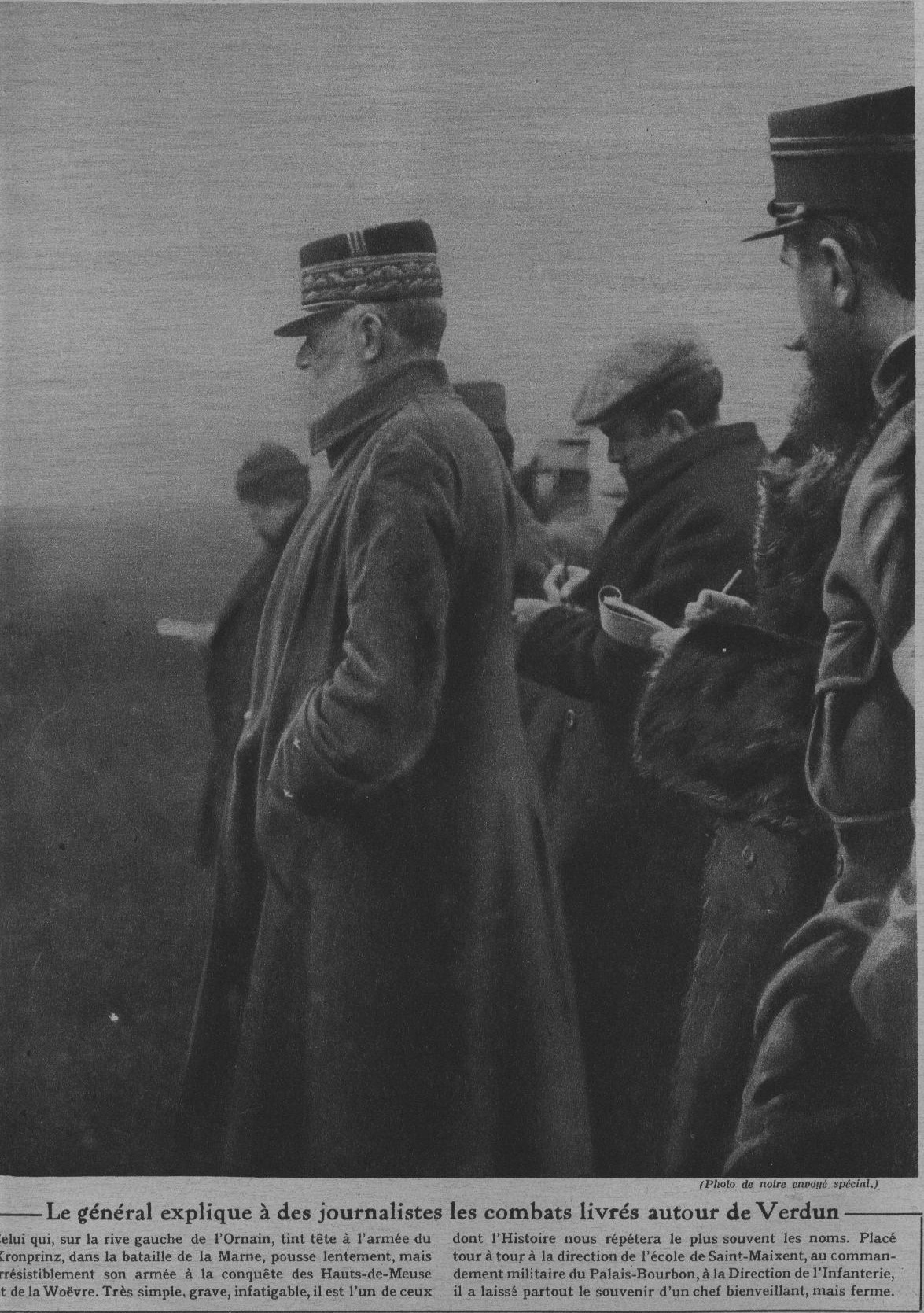
Nel gennaio 1915 con dei giornalisti durante i combattimenti nelle Argonne contro l'armata del Principe Ereditario (Kronprintz) Guglielmo di Prussia.
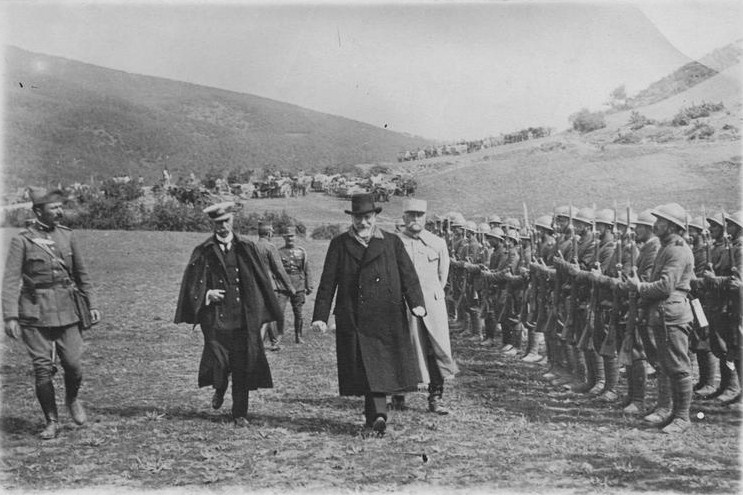
Con Elefthérios Venizélos e l'ammiraglio Pavlos Koundouriotis ispeziona delle truppe greche equipaggiate alla francese.
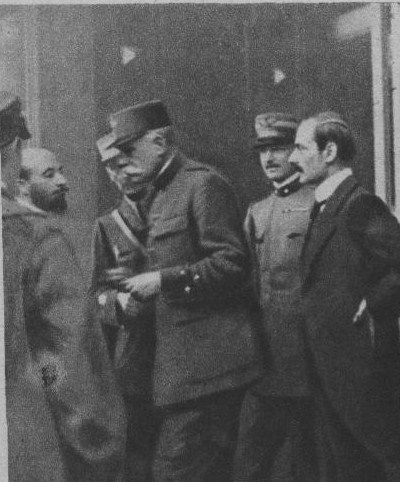
Sarrail alla Conferenza di Roma (1917).
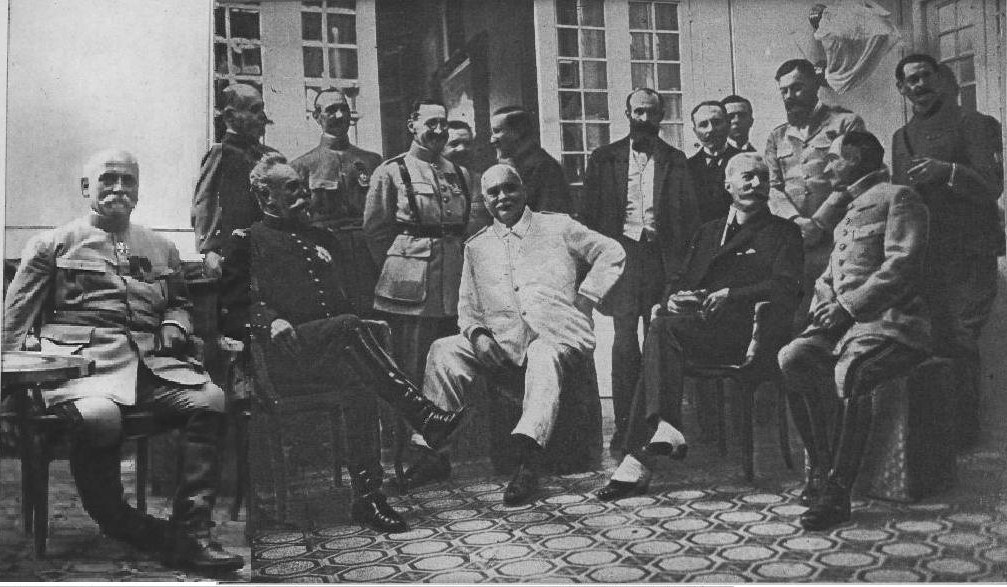
in riunione ad Atene nel luglio 1917 con i generali Charles Louis Jacques Régnault, Braquet, l'ammiraglio Louis Henri de Gueydon ed il ministro Charles Jonnart.
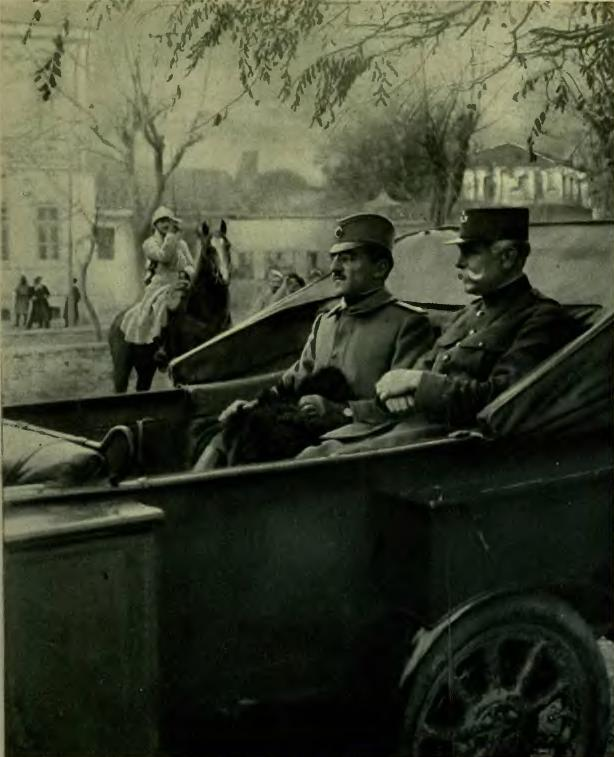
Con il re Alessandro I di Jugoslavia dopo la presa di Monastir.
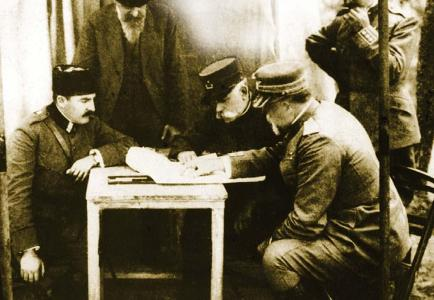
Con Essad Pacha e il generale Carlo Petitti di Roreto nel 1916.
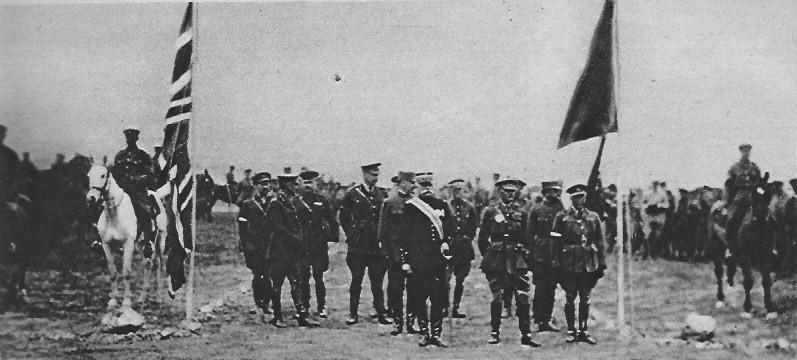
I generali Bryan Mahon e Sarrail nel maggio 1916.
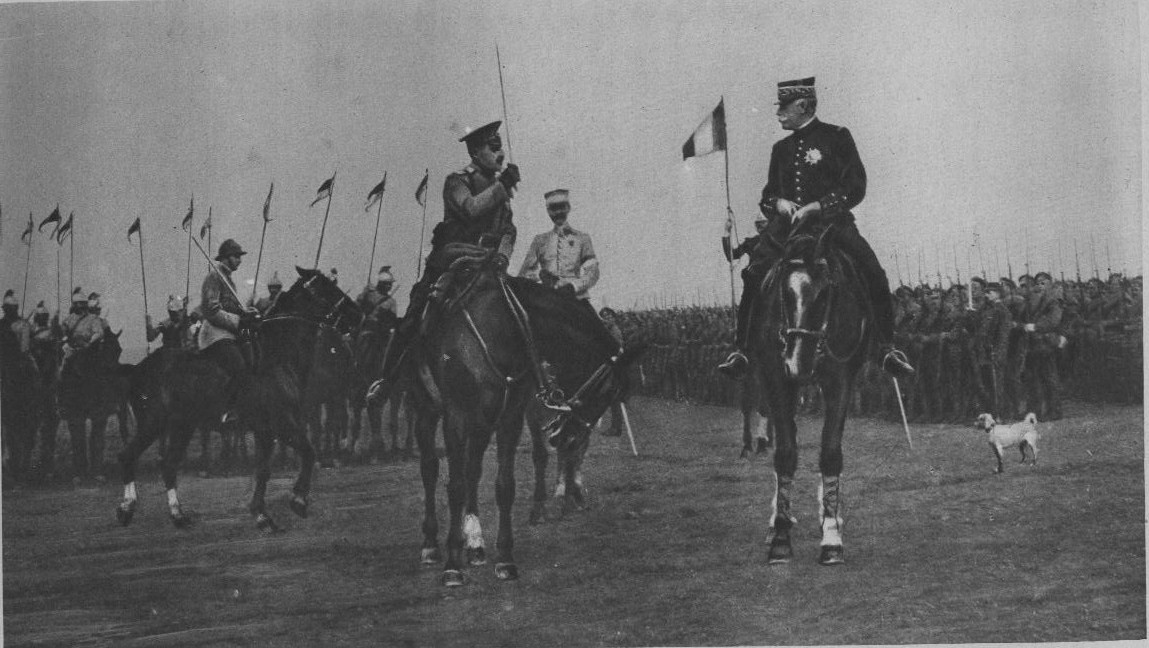
Con il generale Maxime Nicolaïevitch Léontieff comandante le truppe russe in Macédonia, marzo 1917.

## Pubblicazioni
- Mon commandement en Orient, 1916–1918, Ernest Flammarion Éditeur, Paris, 1920

### Periodici
- Sergio Pelagalli, Italiani in Macedonia nella Grande Guerra, in Storia Militare, No.216, Parma, Ermanno Albertelli Editore Speciali s.r.l., settembre 2011,  pp. 39-47.